# Xã Flat Branch, Quận Shelby, Illinois
Xã Flat Branch (tiếng Anh: Flat Branch Township) là một xã thuộc quận Shelby, tiểu bang Illinois, Hoa Kỳ. Năm 2010, dân số của xã này là 443 người.